# François-Philippe Champagne
François-Philippe Champagne (n. 25 iunie 1970, Greenfield Park⁠(d), provincia Québec, Canada) este un politician canadian și ministru federal al afacerilor externe din 2019. A fost ales să reprezinte districtul Saint-Maurice — Champlain în Camera Comunelor la alegerile din 2015 pentru Partidul Liberal Canadian. Champagne este de etnie franceză.